# Cuádruple Alianza (1834)
La Cuádruple Alianza fue un tratado internacional firmado entre el Reino Unido, Francia, España y Portugal el 22 de abril de 1834, por el cual los cuatro Estados se comprometían a expulsar de Portugal al infante portugués Miguel y al infante español Carlos. Con el inicio de la guerra carlista se firmaron unos artículos adicionales en agosto de ese año, por lo que el resto de las partes firmantes se comprometía a ayudar al gobierno legitimista en España. El tratado fue entendido por el Imperio austríaco, Rusia y Prusia, potencias absolutistas, como una acción diplomática conjunta en política internacional para defender los modelos liberales que representaban los gobiernos de la Cuádruple Alianza.
En el terreno práctico, dado que Francia y el Reino Unido ejercían como primeras potencias europeas, se trató del aseguramiento por parte de ambas del control parcial de España y Portugal como países de tipo medio con políticas inestables como el gobierno de Isabel II en España, al modo más próximo a un protectorado. Con ello se puso término a la pertenencia de España a la Santa Alianza, ya bastante desnaturalizada, así como constituyó un hito significativo que dos países tradicionalmente enfrentados, como Francia y el Reino Unido, llegasen a un mutuo entendimiento.
La Cuádruple Alianza garantizó el apoyo de Francia y el Reino Unido a las pretensiones dinásticas de la hija de Fernando VII de España, Isabel II, frente al pretendiente a la Corona, Carlos María Isidro de Borbón, hecho que fue significativo para la derrota de los partidarios de este último en la primera guerra carlista y para la consolidación del régimen.

## Contexto

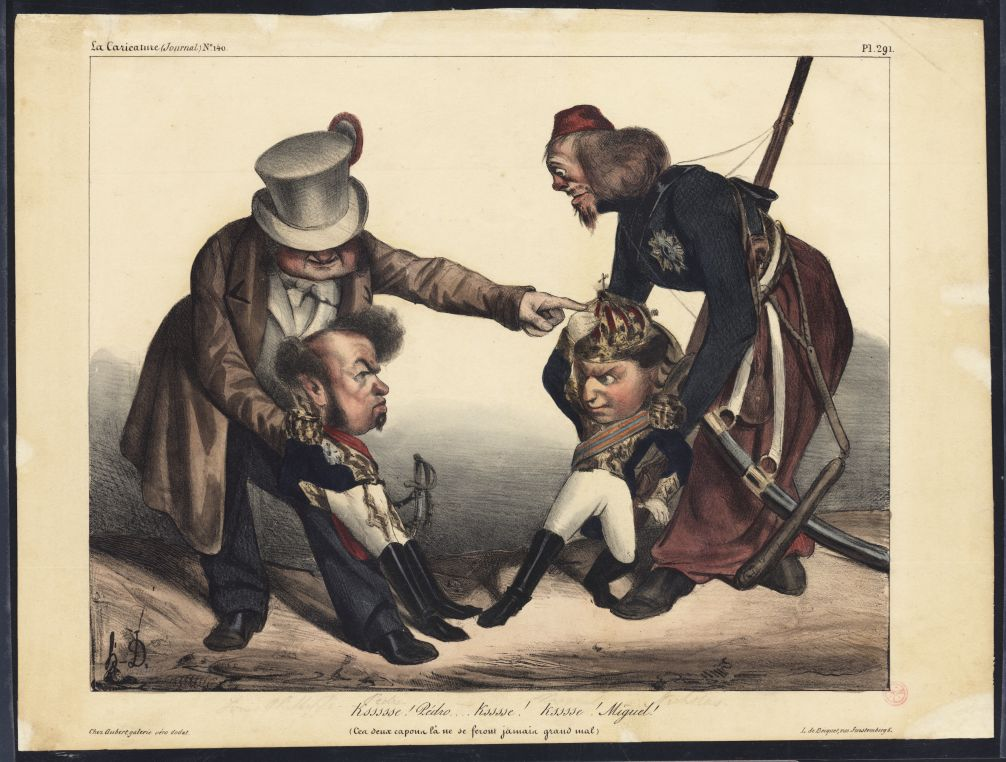
Caricatura de Pedro IV y Miguel I de Portugal disputándose la corona. El desarrollo de la guerra civil portuguesa sería uno de los motivos principales para firmar el tratado de la Cuádruple.

Las revoluciones de 1830 supusieron un punto de inflexión en el sistema del concierto europeo iniciado en el Congreso de Viena de 1815. Como expresa Menchén Barrios, "las ambiciones políticas que conducen a ella [a la Cuádruple Alianza] están en función de los antagonismos existentes entre la Europa liberal que surge de la revolución y la Europa absolutista". La Revolución belga supuso el primer ejemplo de la división en bloques, Reino Unido y Francia por un lado, Prusia, Austria y Rusia por otro.
El acercamiento entre el Reino Unido y Francia se produjo por "múltiples intereses, y no sólo por afinidades ideológicas", aunque éstas eran evidentes. En Francia la revolución de 1830 dio el poder a Luis Felipe que adoptó al principio posturas liberales. En el Reino Unido los whig se hicieron con el gobierno e impusieron la Gran Reforma en 1832, que permitió cierto aperturismo político y una ampliación de las bases del régimen parlamentario. Un punto importante de los planteamientos whig, y especialmente de los radicales que les apoyaban en el Parlamento, era la defensa de los ideales liberales en Europa. De defensa y unión que explicaba el acercamiento a Francia, que se concretó en una Entente Cordiale, un frente común contra las monarquías absolutistas. En todo caso, esta colaboración tenía dos importantes limitaciones: el tradicional principio de no intervención inglés y los diferentes y contrapuestos intereses económicos de cada país.
En cuanto a España y Portugal, ambos países tenían una situación interna muy difícil. En Portugal desde mediados de los años veinte se desarrollaba una guerra sucesoria. En España la situación también era similar aunque la guerra no estallaría hasta después de firmar el tratado. En política internacional el tratado, y la dependencia que supone, es "resultado del aislamiento internacional del régimen isabelino". López-Cordón incide en ese aislamiento añadiendo además que procede de la "descalificación de España como potencia europea, fruto de la desafortunada política exterior de Fernando VII". Una muestra del aislamiento de España en la política internacional es que sólo Francia e Inglaterra reconocieron a Isabel II como legítima heredera en un primer momento. Su ejemplo sólo fue seguido por países dependientes de esas potencias.

## Significado
La finalidad inmediata del tratado era lograr la expulsión de los infantes Miguel y Carlos de Portugal, pero se entendía que los compromisos asumidos iban más allá. Sin necesidad de indicarse explícitamente por el tratado, Inglaterra seguía manteniendo su influencia en Portugal y se evitaba una acción unilateral española. Además la unión de los países constitucionalistas (lo que se denominaría el "espíritu" de la Cuádruple) intranquilizaba a las potencias del Norte. Javier de Burgos definió el tratado como "una especie de provocación dirigida a las Potencias del Norte" (Prusia, Austria y Rusia).
La negociación sobre los artículos adicionales fue complicada, pues suponía transformar un apoyo moral en uno efectivo sobre el terreno. Los nuevos artículos afectaban al Reino Unido, pero sobre todo a Francia, que asumió compromisos concretos sin mucha intención de cumplirlos de forma rápida.
El significado más evidente para la historiografía sobre la Cuádruple Alianza es que este tratado conllevaba una "tutela" del Reino Unido y Francia sobre España y Portugal, algo que se reflejaría ya en el mismo texto del tratado. La tutela se debía al desigual peso de los firmantes por su situación y circunstancias. Autores como Vilar han llegado a considerar que "en la práctica es un tratado de protectorado anglo-francés sobre los dos Estados de la península ibérica".

## Partes contratantes

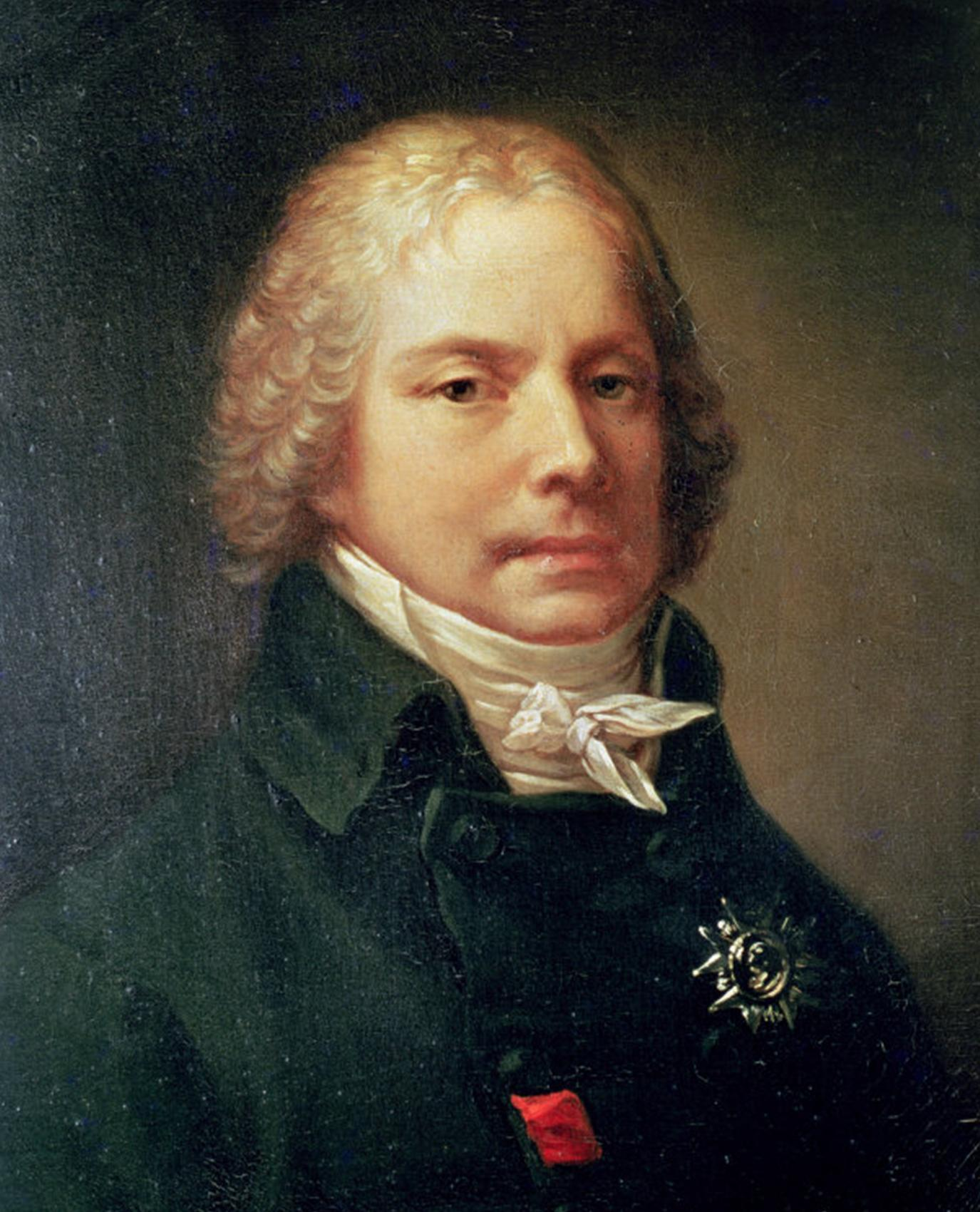
Talleyrand, embajador francés en Londres, consiguió que Francia se incluyera en el tratado pese a la reticencia británica.

La iniciativa del tratado partió del Reino Unido. Portugal, pese a considerar el apoyo militar como imprescindible, se unió al tratado con poco entusiasmo, viéndolo como algo necesario e inevitable. Vilar cree que incluso Portugal se unió al tratado "de forma un tanto forzada". En cambio, España firmó como entusiasmo, ya que se vio como un éxito diplomático, como la "coronación del proceso de acercamiento al Reino Unido.
Por otra parte, la adhesión de Francia fue vista en un principio con reticencia por Palmerston, el representante británico que firmó el tratado, y sólo se logró por la presión de Talleyrand, embajador francés en Londres. La inclusión final da un papel secundario a Francia, dependiente del resto de las partes; se trataba más bien de un efecto moral para "disipar los rumores difundidos por las potencias absolutistas acerca de las diferencias franco-británicas". Para Francia fue una forma de lograr un "compromiso institucional que respaldase la Entente". Por tanto, más que por interés en los problemas de portugueses y españoles, la inclusión de Francia se entiende por su deseo de aproximación a Gran Bretaña.

## Consecuencias
Se distinguen dos etapas en la existencia práctica de la Cuádruple Alianza. La primera sería la puesta en práctica inmediata de los compromisos asumidos y la segunda haría referencia al "espíritu de la Cuádruple", una vez concluidos los motivos que justificaban el tratado.

### Guerras civiles portuguesa y española

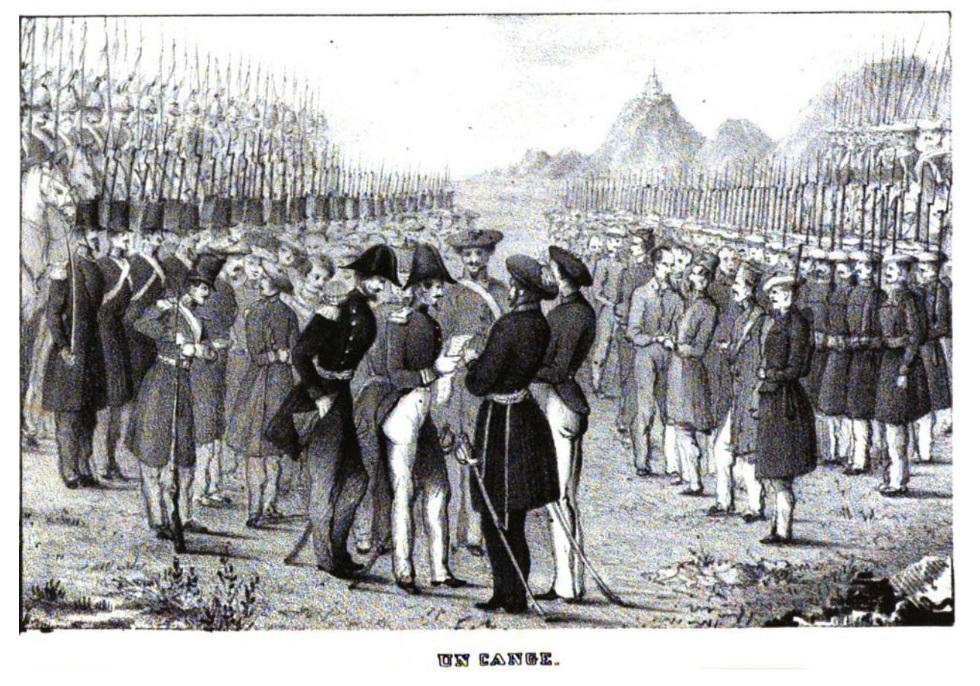
Canje de prisioneros por el tratado de Lecera durante la guerra carlista. Para la firma de ese tratado jugó un papel clave la diplomacia británica que buscaba reducir la crueldad de la guerra.

La inmediata puesta en práctica de los compromisos asumidos supuso la solución al problema portugués. Más complicada sería la cuestión española y la puesta en práctica de los artículos adicionales. En general el "apoyo británico fue más efectivo", aunque más en lo diplomático que en lo económico o en lo militar. En esta última cuestión hay algunas divergencias en la historiografía. Para Vilar el apoyo militar fue mínimo y basado en "tropas de desecho". Por el contrario, Rodríguez Alonso cree que la cuestión debe investigarse más y que no se puede minimizar ni hablar de tropas de desecho, resumiendo la ayuda en "el envío de una Legión Auxiliar, con la venta de armas y pertrechos para la guerra y con el envío de barcos para obstaculizar el aprovisionamiento por mar de las tropas carlistas". Menchén sí que afirma que la "colaboración británica resultó muy valiosa en algunos momentos pese a las contrapartidas económicas", poniendo el ejemplo de su importancia para resolver el bloqueo de Bilbao. Las contrapartidas económicas se referían a la inclusión de España en el sistema comercial británico, algo que no llegó a concretarse pese a que en 1835 se firmó, pero no se ratificó, un tratado comercial.
Sí hay acuerdo entre los historiadores para considerar como poco útil o incluso negativa la ayuda de Francia en la cuestión española, especialmente por su escaso control de las fronteras. Francia parecía, en ocasiones, una aliada del carlismo en vez del gobierno isabelino. López-Cordón llega a decir que constituye "indirectamente [la ayuda francesa] casi la más eficaz ayuda del bando legitimista", añadiendo que la supuesta ayuda fue el envío de voluntarios de poca importancia por su bajo número y porque en la mayoría de los casos se pasaron al bando carlista.
La historiografía francesa explica la ambigüedad de la ayuda por el contexto europeo: Luis Felipe de Orleans nunca perdió el diálogo con Austria que le pediría "frenar" al Reino Unido. En función de estos intereses pensó en la necesidad de mantener una actitud de moderación para evitar una generalización del conflicto. Durante todo el desarrollo de la guerra se buscó la intervención francesa en cumplimiento de lo pactado e incluso se llegó a hacer un cambio de gobierno, pasando al moderado Ofalia, para que hubiera mayor sintonía ideológica. Sin embargo, la intervención no se produjo y esto llevó a una mayor dependencia e influencia inglesa para España. En cuanto a la cooperación portuguesa en la guerra carlista, tardó en llevarse a la práctica y tuvo escasa importancia. Se hizo efectiva sólo en 1836 y al año siguiente las tropas tuvieron que regresar por las sublevaciones internas en Portugal.
Además de la ayuda militar, el Reino Unido jugó un papel importante en el aspecto diplomático, sobre todo en dos cuestiones. En primer lugar en el intento de reducir los excesos de ambos bandos en la guerra, firmándose para ello dos convenios, el de Eliot y el Segura Lécera, de "una efectividad muy relativa". Mayor importancia tiene la segunda cuestión: la intervención en los acuerdos de paz que se concretaron en el Convenio de Vergara, que en su redacción final recogía, en lo esencial, los términos de la propuesta británica pese a hacerse sin mediación extranjera. Comparte esta visión Rodríguez Alonso, añadiendo que los diplomáticos británicos "habían jugado un papel fundamental en las negociaciones previas, pero cuidaron de que su trabajo no apareciera en primer lugar".

### El "espíritu" de la Cuádruple

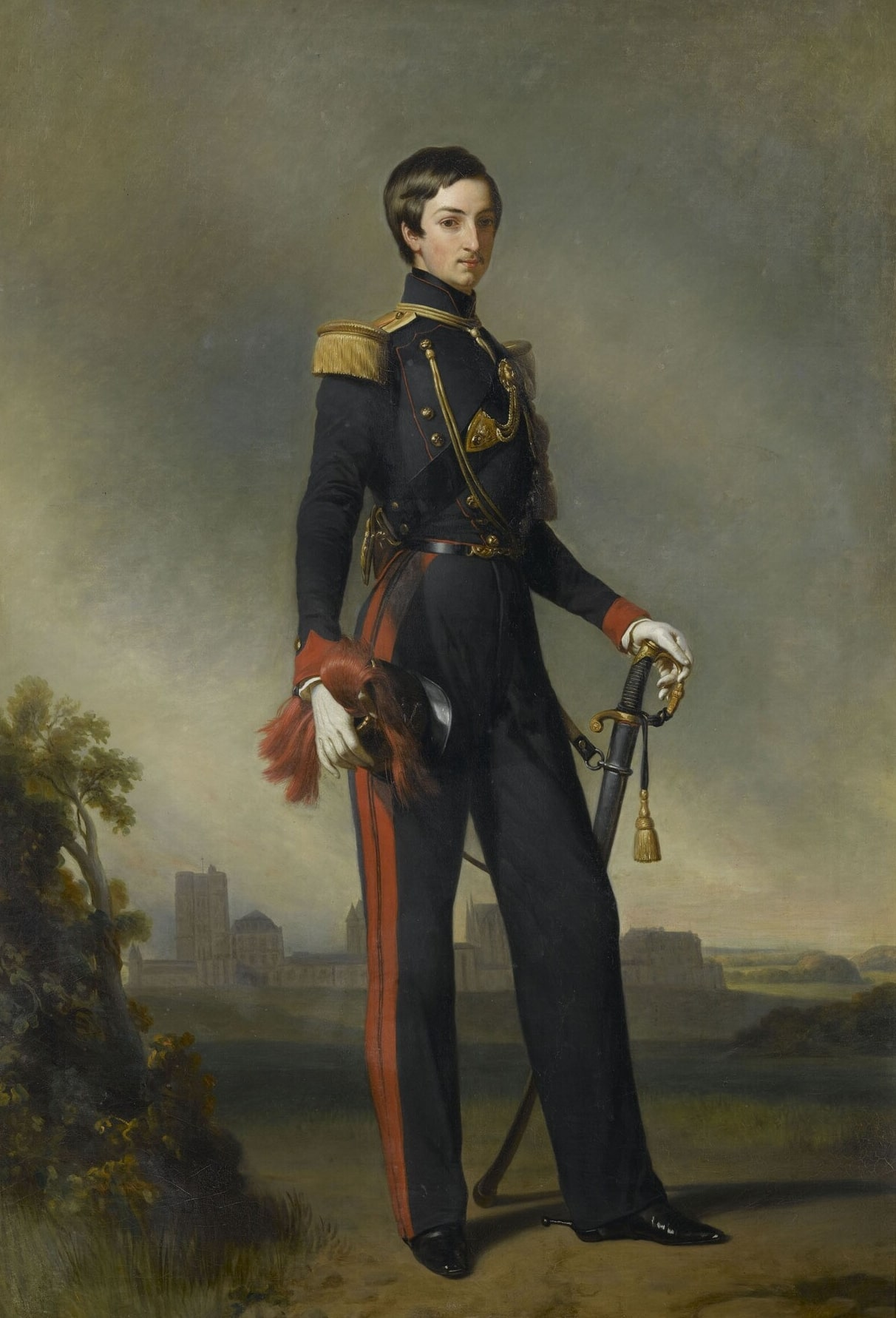
El Duque de Montpensier fue uno de los candidatos que se barajaron para casarse con Isabel II. Aunque fue vetado por el Reino Unido si pudo casarse con la infanta Luisa Fernanda, rompiendo el equilibrio entre franceses e ingleses y acabando con la Entente entre ambos países y, por extensión, con la Cuádruple.

Con el fin de la guerra el tratado dejó formalmente de tener efecto, pero ninguna de las partes buscó su cancelación. Esto se denominó el "espíritu" de la Cuádruple y se concretó en primer lugar en la creciente influencia franco-británica en España. De hecho, se dio una pugna entre ambos países, lo que a largo plazo llevaría al fin de la Entente, al entendimiento entre Francia y el Reino Unido. La pugna por una mayor influencia en España se debía, fundamentalmente, a dos cuestiones. Por un lado pretensiones económicas, pero sobre todo porque el control estratégico de la península aseguraba dos rutas fundamentales: la del Atlántico al Mediterráneo controlada por el Reino Unido desde Gibraltar, y la ruta marítima francesa de Marsella-Argel. A partir de 1830 esta segunda ruta sería vital para los franceses por sus conquistas en Argelia, lo que convirtió a España "en una pieza clave de la política mediterránea". Por estas razones, cualquier apoyo en la península fue desde el principio la imagen de una rivalidad, "cualquier abandono por parte de un estado, era aprovechado inmediatamente por otro para obtener ventajas".
El fin de la Entente entre franceses y británicos, y con ella del "espíritu" de la Cuádruple, se debía también a la debilidad que tenía desde su formación por la contraposición de intereses económicos que hacían imposible la unión política. En el plano internacional las primeras divergencias, sin causar graves problemas en todo caso, se dieron en Egipto, en 1840, cuando Francia apoyó a Mehmet Alí en su intento de independencia del imperio otomano, teniendo finalmente que ceder y abandonar a Alí.
En el plano español las divergencias se notaban, por ejemplo, en la influencia de cada Estado en el gobierno. Así, en el momento de la caída de Espartero se entendió que se abría un periodo de influencia francesa. En Portugal las pugnas entre franceses e ingleses siempre tuvieron menor importancia, pues se siguió manteniendo sin más la tradicional influencia británica. El punto de inflexión de la Entente y del "espíritu" de la Cuádruple también se dio en España, con el asunto de los matrimonios reales que supone el definitivo "distanciamiento franco-británico, hasta el punto de que fácticamente dejó de existir la Cuádruple Alianza". Se trató de los matrimonios de la reina Isabel II y la infanta Luisa Fernanda. Ambos países intentaban evitar que el príncipe que se casara con Isabel perjudicara a sus intereses. Aunque finalmente la Reina tuvo que conformarse con un príncipe español para evitar suspicacias, Francia logró que la infanta se casara con uno francés, el duque de Montpensier, algo que Narváez permitió "sobre todo para impedir que una eventual ventaja británica fuera aprovechada por los progresistas". Se rompía así el equilibrio por una cuestión de partido, el moderado, no de Estado.
La última invocación del Tratado de la Cuádruple se produjo durante la crisis portuguesa de 1846-1847 y es la demostración práctica de la pérdida de su “espíritu” con el distanciamiento franco-británico. El intervencionismo español en Portugal inquieta a los ingleses que temen la influencia de Francia y eso llevó a que se llegara a un acuerdo para solucionar de nuevo la cuestión portuguesa de forma conjunta, con la excusa del tratado de la Cuádruple. Por parte de España y Francia se pensaba en la "intervención plural como el mejor modo de hacer frente al predominio británico".
Los historiadores son categóricos, expresando, como hace Menchén, que "a partir de 1847 ya no se puede hablar más de la Cuádruple". Además, los sucesos revolucionarios de 1848 cambiaron el panorama internacional, especialmente para España: sería imposible mantener relaciones normales con una Francia republicana y por fin se abriría el abanico de relaciones con otras potencias fuera de la Cuádruple, al ver las cortes absolutistas con buenos ojos la acción represora de Narváez.

### Efectos en la política internacional e interna de España
Sería en España donde la Cuádruple dejaría una huella más profunda, extendiéndose sus consecuencias mucho más allá de 1847. Como resume Vilar, no sólo "contribuyó de forma decisiva a la consolidación del régimen liberal español", sino que "determinó incluso la orientación general de la política exterior española durante todo el reinado y, en cierta medida, hasta 1939". Esta orientación general se resume en dos cuestiones. Primero, España se incluye en un sistema concreto de alianzas; Menchén lo denomina, con el significativo título de su estudio, "sistema occidental" en contraposición a un oriental absolutista. Segundo, se deja de tomar partido entre Francia o Inglaterra y se toma una postura de equilibrio: "cuando Francia y el Reino Unido están de acuerdo, marchamos con ellas; cuando no, España se abstiene". Sobre la consolidación del régimen liberal español como fruto del "espíritu" de la Cuádruple, hay que destacar la influencia inglesa que, en todo caso, no apoyó a los revolucionarios, sino a los más moderados entre los progresistas.